# Dżazan
Dżazan (arab. جازان) – jedna z 13 prowincji w Arabii Saudyjskiej. Znajduje się na południu kraju.